# NGC 2881-2
NGC 2881-2 في الفهرس العام الجديد، هي مجرة، تقع في كوكبة الشجاع. أضيفت لاحقًا إلى الفهرس العام الجديد.

## روابط خارجية
- NGC 2881-2 على موقع ويكي سكاي: DSS2, SDSS, GALEX, IRAS, Hydrogen α, X-Ray, Astrophoto, Sky Map, Articles and images